# Прякор
Прякорът или прозвището е друго, алтернативно, наименование на лице или на определен обект.

## Видове
В социален аспект той може да бъде разделен на два вида, според добрата воля или злонамереност на използващия го:
- При добронамереното използване прякорът представлява вид псевдоним, използван на добра воля от приятели и роднини, които го употребяват, за да изразят близост, интимност и социална връзка.
- При зловредното използване прякорът носи обидни за лицето характеристики, и се използва, за да покаже липса на уважение към човека, да наруши неговото достойнство, или да накара другите да придобият негативно отношение към назовавания.

## История
Прякорът за пръв път е използван официално в Древен Китай при династията Хан, като с него са характеризирани висши управленчески личности, които имат силен, войнствен или героичен характер или ерудиция – като „Тигър“, „Орел“ и др.
Прякорът може да изразява и определена общоприета характеристика на дадено лице – като „Ангелогласния“, „Майстора“, „Левски“, и др., идваща най-често от неговата професия или утвърденост в обществото. С прякори могат да се характеризират и определени групи – като „мирмидонците“ на Ахил (от мравки, дребни), или дадени спортни тимове – като „свраките“ или „топчиите“, според характера на обличане, принадлежност към даден район или институция, или като перифраза на оригиналното им наименование.
С времето прякорът, предимно в добронамереното му качество, може да се превърне в общоприет и използван псевдоним.